# Пухтаєвич Володимир Васильович
Пухтаєвич Володимир Васильович (29 березня 1886, м. Житомир — після 1921, ?) — начальник дивізії військ Центральної Ради.

## Життєпис
Народився 29 березня 1886 року в Житомирі. Закінчив Житомирську гімназію, а згодом Олексіївське військове училище у 1908 році. 
Станом на 1 січня 1910 року — підпоручик 181-го піхотного резервного Остроленського полку (Скерневиці). Під час Першої світової війни потрапив до німецького полону. Останнє звання у російській армії — підполковник.
У 1917 році перебував в офіцерському таборі для полонених Ганноверіш-Мюнден, де приєднався до українського військового руху. З січня 1918 року — командир 1-го Українського (Синьожупанного) полку. З 8 березня 1918 року — т. в. о. начальника 2-ї Української (Синьожупанної) дивізії та за сумісництюм — командир 7-го Українського (Синьожупанного) полку, що формувались у місті Ковелі. 30 квітня 1918 року залишив посаду у зв'язку з розформуванням дивізії.
У 1919–1920 рр. служив у Збройних Силах Півдня Росії. З 1921 року перебував в еміграції в Румунії.
Подальша доля невідома.